# Copertino
Copertino là một đô thị và thị xã của Ý. Đô thị này thuộc tỉnh Lecce trong vùng Apulia. Copertino có diện tích 57,76 km2, dân số theo ước tính năm 2005 của Viện thống kê quốc gia Ý là 24.288 người. 
Các đơn vị dân cư:
Đô thị Copertino giáp với các đô thị: